# كلاوديا لايستنر
كلاوديا لايستنر (بالألمانية: Claudia Leistner)‏ (و. 1965  م) هي متزلجة فنية ألمانية، ولدت في لودفيغسهافن، شاركت في الألعاب الأولمبية الشتوية 1984، والتزلج الفني على الجليد في الألعاب الأولمبية الشتوية 1984 – سيدات ‏، والألعاب الأولمبية الشتوية 1988، والتزلج الفني على الجليد في الألعاب الأولمبية الشتوية 1988 – سيدات ‏.

## وصلات خارجية
- كلاوديا لايستنر على موقع IMDb (الإنجليزية)
- كلاوديا لايستنر على موقع أوليمبيديا (الإنجليزية)

- كلاوديا لايستنر في قاعدة بيانات الأفلام على الإنترنت
- كلاوديا لايستنر  على موقع SportsReference  - سبورتس رفرنس